# Vicente Barrera Simó
José Vicente Barrera Simó (Valencia, 29 de julio de 1968), conocido como Vicente Barrera en los carteles, es un torero retirado, y político español, miembro de Vox. 
Fue Vicepresidente primero y consejero de Cultura y Deportes de la Generalidad Valenciana desde julio de 2023 hasta julio de 2024.

## Torero

### Inicios
Siendo nieto del también matador de toros Vicente Barrera y Cambra, su padre Leopoldo intentó que su educación estuviese alejada del mundo taurino. No presenció ningún festejo hasta los diecisiete o dieciocho años. Tras cursar estudios superiores, se licenció en Derecho en la Universidad de Valencia. Fue aquí, mientras realizaba sus estudios universitarios, cuando comenzó a plantearse el ser torero.
Poco antes de terminar sus estudios, toreó por primera vez un becerro en la Feria de septiembre de Munera (Albacete), donde se vistió de corto en dos ocasiones en 1989 y 1990. Continuó toreando becerras en localidades cercanas a Valencia.

### Novillero
La primera vez que se vistió de luces, en una novillada sin picadores, fue en Blanca (Murcia) el 15 de agosto de 1992, durante la cual se clavó una banderilla en el pie, a pesar de lo cual salió a matar al segundo novillo.
El debut con picadores llegaría el 16 de septiembre en San Pablo de los Montes (Toledo) cortándole las dos orejas al primero de sus novillos. Solo participaría en otra novillada más antes de acabar el año.
1993 fue el año de su despegue. Su temporada empezó en la plaza de toros de Valencia el 20 de marzo, con novillos de Jandilla y acompañado por Manolo Carrión y Francisco Rivera Ordóñez. Esta primera actuación en una plaza de primera categoría llamó la atención de los críticos y le supuso una oreja y una vuelta al ruedo. En una nueva novillada en Valencia el 19 de abril consiguió salir a hombros, algo que no se repetiría en su siguiente corrida en esta plaza el 25 de abril, pero sí en la de la Feria de San Jaime el 22 de julio.
En toda la temporada participó en dieciocho novilladas, en cosos como los de Nimes, Albacete, Aranjuez (donde fue herido con pronóstico reservado), Santander, San Sebastián de los Reyes y Arganda del Rey.
Su temporada de 1994 comenzó el 20 de febrero en Motril (Granada), donde cortó tres orejas. A lo largo del año sumaría veintinueve novilladas, presentándose en otras plazas importantes como la de Barcelona (una oreja), Zaragoza y Sevilla, donde el 2 de mayo cosechó un gran triunfo con novillos de la ganadería Torrealta al cortar tres orejas y salir por la Puerta del Príncipe. Su última novillada fue el 7 de julio en Teruel, donde nuevamente salió a hombros.

### Alternativa: Temporada 1994
La alternativa de Vicente Barrera se produjo el 25 de julio de 1994 durante la Feria de San Jaime de Valencia. Se la dio Curro Romero, con Miguel Báez "El Litri" como testigo. Se lidiaron toros de Juan Antonio Romao de Moura. Barrera fue ovacionado por la faena que hizo al primero y arrancó una oreja al que cerró la tarde. El 29 de julio repitió en su ciudad natal cortando una nueva oreja.
Toreó en otras catorce ocasiones a lo largo de 1994 cortando 20 orejas, hasta que el 17 de septiembre en Murcia fue corneado gravemente por un toro de Alcurrucén, lo que le obligó a cortar la temporada.

### Temporada 1995
A lo largo de 1995 participó en Europa en un total de setenta festejos, cortando 92 orejas y 1 rabo. Comenzó muy bien la temporada con triunfos en Valdemoro (Madrid) y Constantina (Sevilla), pero el 17 de marzo en Valencia fue herido de gravedad por un toro de Daniel Ruiz Yagüe, al que cortó una oreja que tuvieron que llevarle a la enfermería.
Ocho días más tarde ya estaba recuperado y participó en un festejo en Castellón, del que El Cossío dice:

La espada le privó de un merecido triunfo, pero dejó patente que sabe imponer su particular estilo de torear y que desde luego no se le va fácilmente el valor por las heridas

Toreó dos tardes en la Feria de Abril de Sevilla, pero no repitió el triunfo que había obtenido como novillero. Sus mentores, los hermanos Lozano, consideraron que no era todavía el momento de debutar en la Las Ventas de Madrid.
El siguiente momento importante de la temporada tuvo lugar en la Feria de San Jaime de Valencia, donde toreó tres tardes, saliendo por la puerta grande en la segunda de ellas.
Triunfaría en otros cosos importantes como los de Santander, El Puerto de Santa María, Huelva, Pontevedra y Albacete. Cerró la temporada en Castellón con una nueva salida a hombros.

### Temporada 1996
En 1996 participó en 72 corridas y cortó 76 orejas. El 22 de mayo confirmó la alternativa en Las Ventas con José María Manzanares de padrino y El Litri de testigo. Un triunfo importante fue el de la feria francesa de Mont-de-Marsan el 22 de julio. Lo mejor llegaría al final de la temporada con éxitos en Valladolid, Guadalajara y Zaragoza. En Lima consiguió el Escapulario de Oro del Señor de los Milagros, máximo galardón de la Feria del Señor de los Milagros

### Temporada 1997
A lo largo de 1997 continuó apareciendo en todas las principales ferias. Participó en 78 festejos cortando 88 orejas. Toreó tres tardes durante la feria de las Fallas de Valencia, consiguiendo una puerta grande.
Logró triunfos en Huelva, La Coruña y Pontevedra. Sus errores con la espada le privaron de otros posibles éxitos.

### Temporada 1998
En 1998 participó en 68 festejos y cortó 78 orejas y 1 rabo. La temporada comenzó sin conseguir rematar la faena en las Fallas de Valencia y sin lograr nada relevante en Sevilla y Madrid. Sí consiguió salir a hombros en Granada, ya en el mes de junio. Una cornada en Burgos le obligó a anular algunos contratos en julio.
En la Feria de San Jaime de Valencia tuvo dos buenas tardes, aunque sin lograr salir por la puerta grande. Un hecho relevante fueron las dos salidas a hombros consecutivas en Almería.

### Temporada 1999
En la temporada de 1999 toreó en 68 ocasiones, cortando 83 orejas y 3 rabos. Logró cortar oreja en Valencia en las ferias de marzo y de julio. También tuvo una buena actuación en la Feria de San Isidro de Madrid, aunque sin obtener trofeo. Triunfó en plazas de menor categoría como Alicante, Teruel, Tarragona, El Puerto de Santa María, Huesca, Gijón, San Sebastián de los Reyes, Almería, Albacete y Valladolid.

### Temporadas de 2000 a 2007
Una cogida en Mora (Toledo) en mayo de 2000, con fractura del húmero izquierdo, le impidió completar la temporada de este año. Volvió a los ruedos a finales de año en plazas americanas.
En las temporadas siguientes rondó la treintena de festejos. A excepción de Valencia, no consiguió triunfos en las principales plazas. En 2003 triunfó en las cuatro corridas en las que intervino en la ciudad del Turia. El 25 de julio de 2004 lidió seis toros en solitario en Valencia, cortando dos orejas.
Al comenzar la temporada 2005 sufrió una grave lesión en la rodilla durante un festival en Perú. No pudo volver a los ruedos hasta el 31 de octubre en Lima.
En 2006 participó en 18 festejos, destacando los nuevos triunfos que obtuvo en Valencia y en Lima. El 1 de septiembre recibió una cornada en el muslo derecho toreando en Peal de Becerro (Jaén), cortando así su temporada en España.
La temporada 2007 la comenzó cortando oreja en Valencia nuevamente en las ferias de marzo y de julio.

### Estadísticas como matador
- 1994: 16 corridas, 20 orejas y 1 rabo.
- 1995: 70 corridas, 92 orejas y 1 rabo.
- 1996: 72 corridas, 76 orejas.
- 1997: 78 corridas, 88 orejas y 1 rabo.
- 1998: 68 corridas, 78 orejas y 1 rabo.
- 1999: 68 corridas, 83 orejas y 3 rabos.
- 2000: 7 corridas, 7 orejas y 1 rabo.
- 2001: 34 corridas, 40 orejas.
- 2002: 35 corridas, 41 orejas y 1 rabo.
- 2003: 33 corridas, 50 orejas y 1 rabo.

## Político

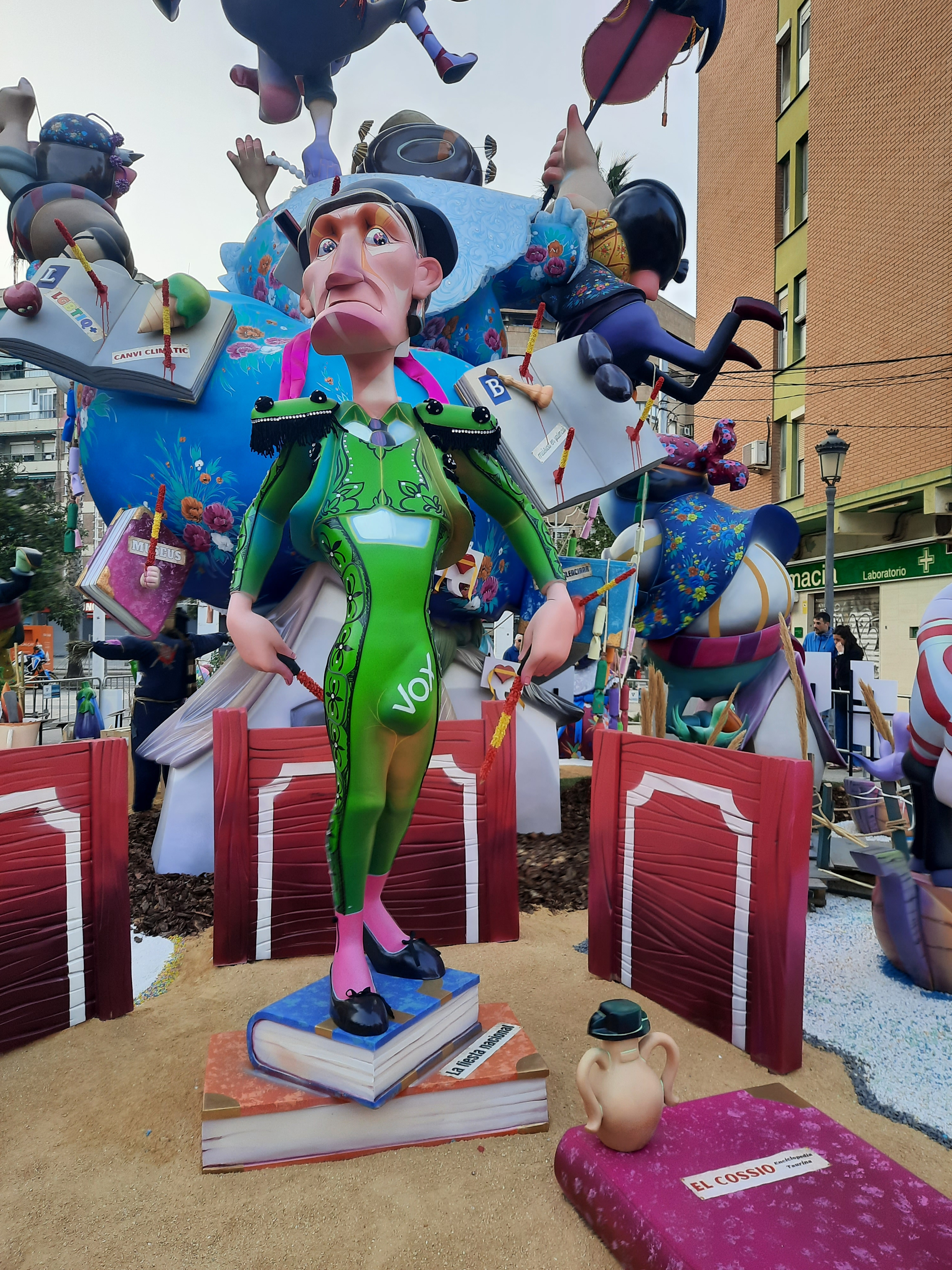
Ninot satírico de Vicente Barrera Simó, vestido con el traje de luces de color verde (el color de Vox) preparado para clavar unas banderillas (Fallas de Valencia de 2024). El cartel que lo acompañaba decía: "Barrera como no sap què fer / clava banderilles sense control. / No té més projecte el torer / que fer corregudes de bous" ('Barrera como no sabe qué hacer / clava banderillas sin control. / No tiene más proyecto el torero / que hacer corridas de toros'). En otro cartel se decía también: "No es pot dir del conseller / que no és un 'tio valent': / S'ha carregat en un any / a tot valencià amb talent" ('No se puede decir del consejero / que no es un 'tío valiente': / Se ha cargado en un año / a todo valenciano con talento').

Tras su etapa como matador de toros Vicente Barrera inició su carrera política y en 2018 se afilió a Vox. Tras las elecciones autonómicas valencianas de mayo de 2023 el Partido Popular y Vox alcanzaron un pacto de gobierno en virtud del cual Vicente Barrera ocupó la Vicepresidencia del Consejo de la Generalidad Valenciana y la consejería de Cultura y Deporte.
A principios de noviembre de 2023 presentó ante las Cortes Valencianas los presupuestos de su departamento, Cultura y Deporte, de los que se destacaron las subvenciones a la tauromaquia (se consignaba una ayuda directa de 300 000 euros a la Fundación del Toro de Lidia, con sede en Madrid, para «la financiación, la promoción y realización de actividades y festejos taurinos») y a las entidades que defienden el secesionismo lingüístico y que cuestionan la normativa de la Acadèmia Valenciana de la Llengua (AVL), como Lo Rat Penat (50 000 euros), la Real Academia de Cultura Valenciana (50 000 euros), la Asociación de Escritores en Lengua Valenciana (18 000 euros) y el Centre Cultural Bernat i Baldoví (10 000 euros). Al mismo tiempo retiró las subvenciones a las entidades calificadas como «catalanistas».
Entre las entidades e instituciones «catalanistas» a las que se ha retirado la subvención, o se ha recortado considerablemente, se encontraban Espai Joan Fuster, la cátedra de la Universitat de València dedicada al poeta Vicent Andrés Estellés, la Federació d'Instituts d'Estudis del País Valencià, la Fundació Carles Salvador y Acció Cultural del País Valencià. «No vamos a defender un procés a la catalana, a ninguna institución, autor, organización, instituto, que defienda la implementación de los Països Catalans en esta parte de España que se llama Comunidad Valenciana», argumentó Vicente Barrera. Sobre Acció Cultural dijo que «si organiza novilladas, también le daremos ayudas».
A principios de 2024 Barrera comunicó que su consejería no se sumaría al Any Vicent Andrés Estellés, una serie de actos programados en conmemoración del centenario del nacimiento del poeta y además consiguió que su socio de gobierno, el Partido Popular, votara junto con Vox en las Cortes Valencianas en contra de la declaración de 2024 como el Any Estellés ('Año Estellés'). El 20 de marzo el ministro de cultura Ernest Urtasun visitó Valencia para anunciar que su departamento se sumaba al Any Estellés por considerarlo «un poeta valenciano patrimonio de España, un poeta universal que se hizo pueblo». Vicente Barrera le respondió que el Consell organizará actividades sobre Estellés, pero no para «instrumentalizar» su figura ni como «apología política de los Països Catalans, como hace la extrema izquierda valenciana». Al ministro le recriminó que no le hubiera visitado y que se hubiera ido directamente a hacer actos «unilateralmente junto con Acció Cultural del País Valencià», a cuyos miembros calificó como «los embajadores del independentismo pancatalanista más ultra en Valencia».
El mismo día de la visita del ministro Urtasun a Valencia se conocía que la Fiscalía había archivado el 8 de marzo la denuncia presentada dos semanas antes por la Conselleria de Cultura contra Nuria Enguita y que había provocado la dimisión de ésta como directora del IVAM el 21 de febrero de 2024 por haber perdido el «apoyo» de la Generalidad Valenciana. La denuncia se había basado en una información del digital El Español en la que se decía que Nuria Enguita había donado en 2022 dos parcelas rústicas a la Fundación Todolí Citrus (en la información se omitía, según declaró la propia Enguita, que la donación se había realizado en el marco de un crowdfunding o micromecenazgo en el que participaron 25 artistas en beneficio de la fundación sin ánimo de lucro que encabeza Vicent Todolí, antiguo director de la Tate Modern de Londres y del IVAM, y no a este a título privado). En la información se señalaba que Todolí había formado parte del jurado que la eligió para el cargo dos años antes, pero se restaba importancia, según declaró el propio Todolí, a que Nuria Enguita había sido votada por unanimidad. La Fiscalía archivaba la denuncia por considerar que los hechos no tienen «suficientes visos de tipicidad penal». Una semana antes se había anunciado el nombramiento de Nuria Enguita a partir de mayo como directora artística del Museo de Arte Contemporáneo de Lisboa (MAC/CCB), «a cuyo concurso se presentó el pasado verano tras el acuerdo de Gobierno de la Generalitat entre el PP y Vox, en función de la cual la consejería de Cultura recayó en manos de la formación de extrema derecha», comentó el diario El País.